# Гатненська сільська рада
| Гатненська сільська рада — колишній орган місцевого самоврядування у Києво-Святошинському районі Київської області з адміністративним центром у с. Гатне. Водоймища на території, підпорядкованій даній раді: річка Гатнянка. Сільській раді були підпорядковані населені пункти: - с. Гатне |

## Склад ради
Рада складалася з 21 депутата та голови.

### Керівний склад ради
| ПІБ                               | Основні відомості                                                                | Дата обрання | Дата звільнення |
| --------------------------------- | -------------------------------------------------------------------------------- | ------------ | --------------- |
| Тимошевський Володимир Опанасович | Сільський голова, 1956 року народження, освіта, член Української Народної Партії | 26.03.2006   | 31.10.2010      |
| Корицький Броніслав Броніславович | Сільський голова, 1960 року народження, освіта вища, безпартійний                | 31.10.2010   |                 |

Примітка: таблиця складена за даними джерела